# Hocmont
Hocmont ist ein zur französischen Gemeinde Touligny gehörendes kleines Dorf im Département Ardennes in der Region Grand Est. Die Gemeinde gehört zum Arrondissement Charleville-Mézières und zum Kanton Nouvion-sur-Meuse.
Durch den Ort führt die untergeordnete Landstraße von Barbaise im Westen nach Guignicourt-sur-Vence im Osten. Das Dorf zieht sich in der Form eines Straßendorfs entlang dieser Landstraße. Südlich des Orts erstreckt sich der Wald Bois Murguet, nördlich der Bois Gibou.
Bis 1968 bildete Hocmont eine eigenständige Gemeinde. Das Gemeindegebiet wurde dann jedoch auf das südlich gelegene Touligny und Guignicourt-sur-Vence aufgeteilt, wobei der westliche Teil der Gemarkung, in welchem sich das Dorf Hocmont befindet, an Touligny angegliedert wurde.
Koordinaten: 49° 41′ N, 4° 37′ O